# Rio Asou
O Rio Asou é um rio da Romênia afluente do rio Muşlău, localizado no distrito de Bihor.